# 변성철
변성철(1980년 10월 27일~ )은 대한민국의 스타크래프트 프로게이머와 프로게임단 코치 출신 이스포츠 행정가이다. [z-zone]byun라는 아이디를 사용하며, 종족은 저그이다. 최소한의 드론 수를 유지하며 최대한 병력을 짜내는 일명 '가난한' 플레이의 선구자격이며, 이후 홍진호-박성준 등으로 이어지는 이른바 '공격형 저그'의 아버지와도 같은 저그 유저이다.

## 약력
e스포츠 초창기인 1999년부터 2001년까지 선수로 활동했다. 이후 전국 아마추어리그와 게임TV 여성부 스타리그, 길드전 등에서 해설을 한 경험도 있다.
2004년 11월 22일 변성철은 플러스(현 화승 오즈)팀의 코치를 맡게되었다. 플러스(현 화승 OZ)에서 1년간 코치생활을 한 변성철은 KOR(현 하이트 스파키즈)로 팀을 옮겼다. 온게임넷 스파키즈(현 하이트 스파키즈)에서 코치생활을 하다가 2007년 11월 5일 육군에 입대하였다.
2009년 말 제대하고 2010년 2월 국제 이스포츠 연맹(IeSF)의 이스포츠 행정가로 변모했다.
2012년 현재 국제e스포츠연맹(IeSF)에서 국내e스포츠를 세계e스포츠 시장으로 확대를 위해 활발한 활동중이다.

## 수상 경력

#### 개인 경력
- 1999년 제1회 데이콤 보라넷배 프로게이머 올스타전 준우승
- 1999년 제1회 스포츠서울컵 월드챔피온쉽 3위
- 1999년 제5회 외환카드배 KPGL 준우승
- 1999년 제1회 APGL 아시아 e-sports 선수권 대회 7위
- 2000년 Weppy Starcraft masters2000` 단체전 8강
- 2000년 게임엑스포 주관 프로게이머 32인 초청 최강전8강
- 2000년 현대증권 BUYKorea배 사이버 게임대회 3위
- 2000년 제1회 하나로통신배 투니버스 스타리그 4강
- 2000년 제1회 골드뱅크배 KGL 프로리그 Starcraft 부문 준우승
- 2000년 제2회 경향닷컴배 KGL 프로리그 통합우승
- 2000년 제1회 경향닷컴배 Game-Q All Star League 4강
- 2000년 메사배 전국 스타크레프트 최강전 우승
- 2000년 온게임넷 개국 스페셜 프로게이머 초청 왕중왕전 우승
- 2000년 제1회 FreeChal배 온게임넷 스타리그 8강
- 2000년 KBS크레지오 인터넷방송국 프로게이머 초청 명인전 우승
- 2000년 제1회 전주 국제 컴퓨터 게임축제2000` ( CCGF ) 4강
- 2000년 부산 컴백배 프로게이머 초청전 준우승
- 2000년 itv 게임트러스트배 레드얼렛2 프로리그 3위
- 2001년 제2회 한빛소프트배 Game-Q All Star League 전대미문 전승 우승
- 2001년 제3회 대림정보통신배 KGL 프로리그 준우승
- 2001년 중국 게이머 초청 팬 사인회&게임시연 충췽, 젠쪼우, 베이징
- 2001년 World Best Clan League(WBCL) 4인팀플 최강전 우승
- 2001년 세가 온게임넷 테트리스 최강전 12연속 우승

#### 코치 경력
- 2006년 온게임넷 신한은행 스타리그 우승
- 2007년 제2회 KeSPA컵 스타크래프트 부문 준우승